# Aloe aculeata
Aloe aculeata är en grästrädsväxtart som beskrevs av Illtyd Buller Pole-Evans. Aloe aculeata ingår i släktet Aloe och familjen grästrädsväxter. Inga underarter finns listade i Catalogue of Life.

## Bildgalleri

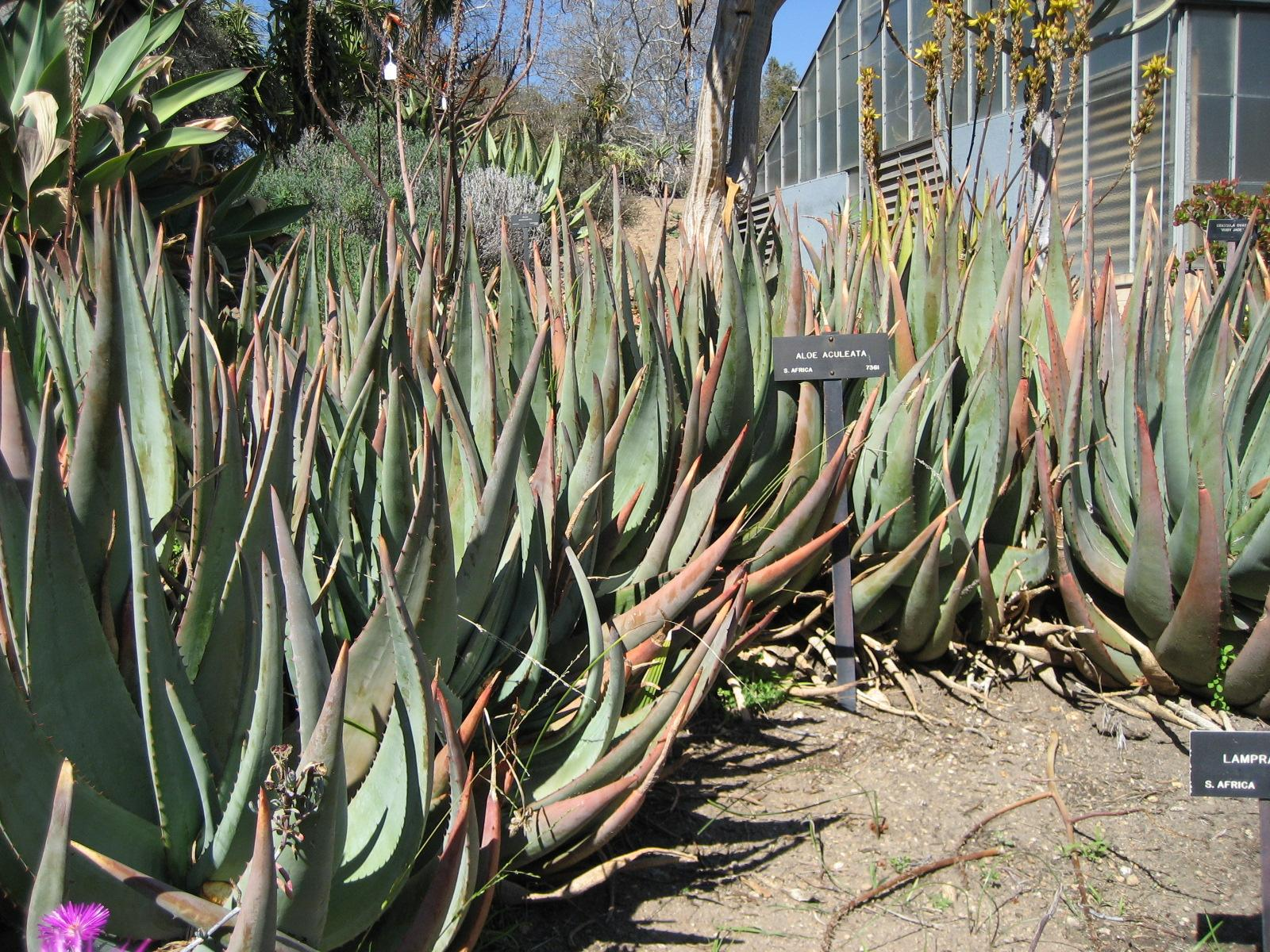
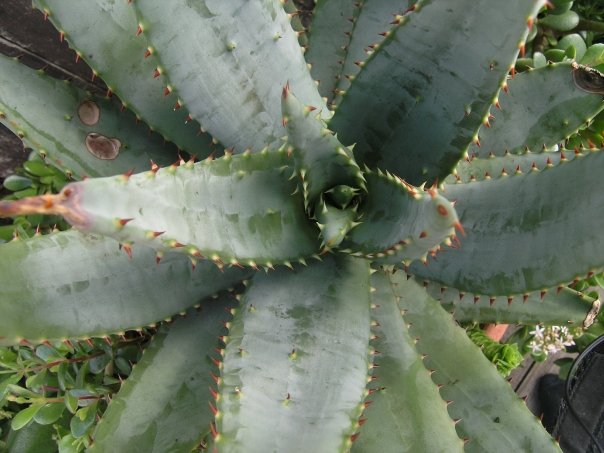
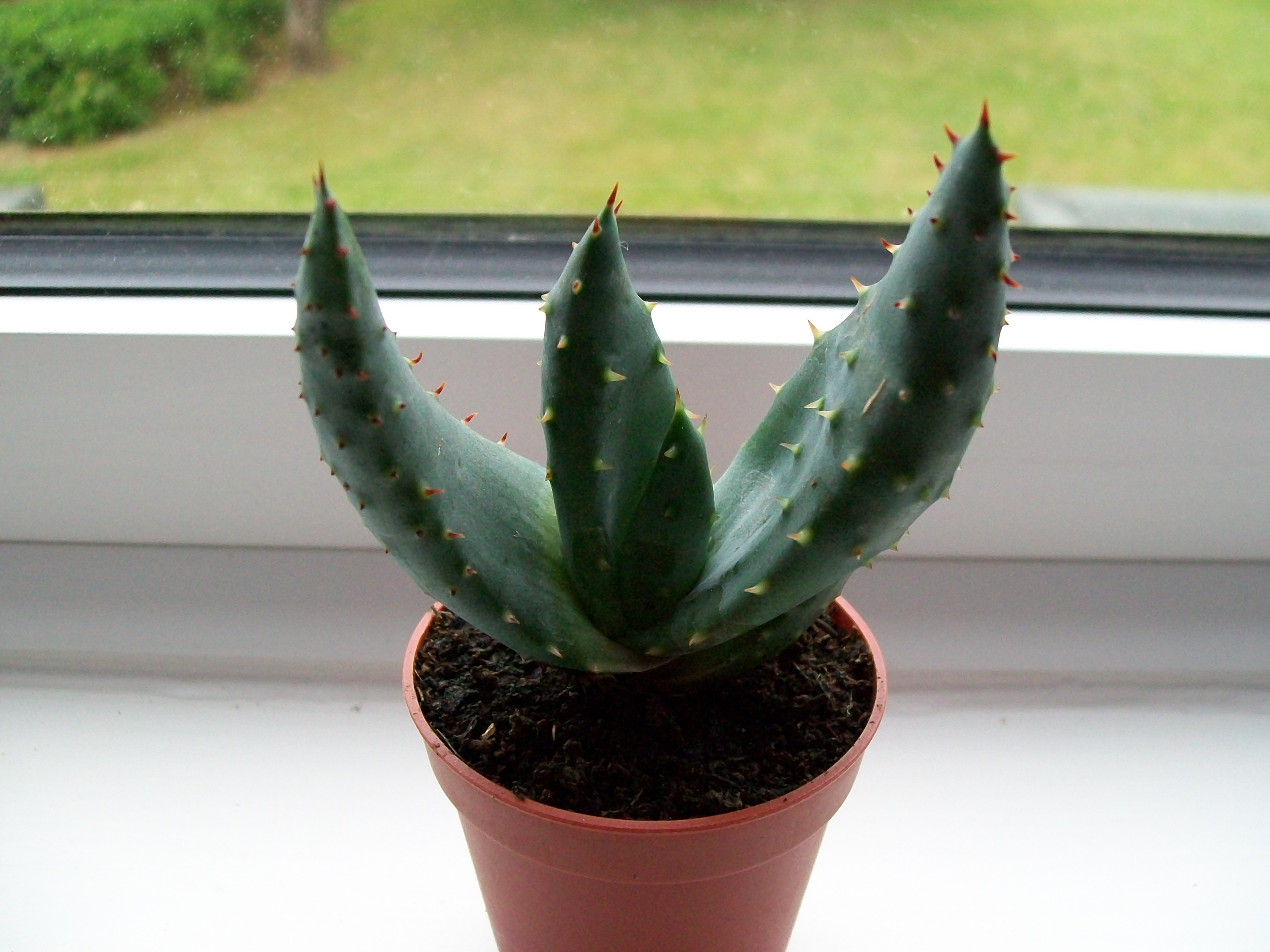
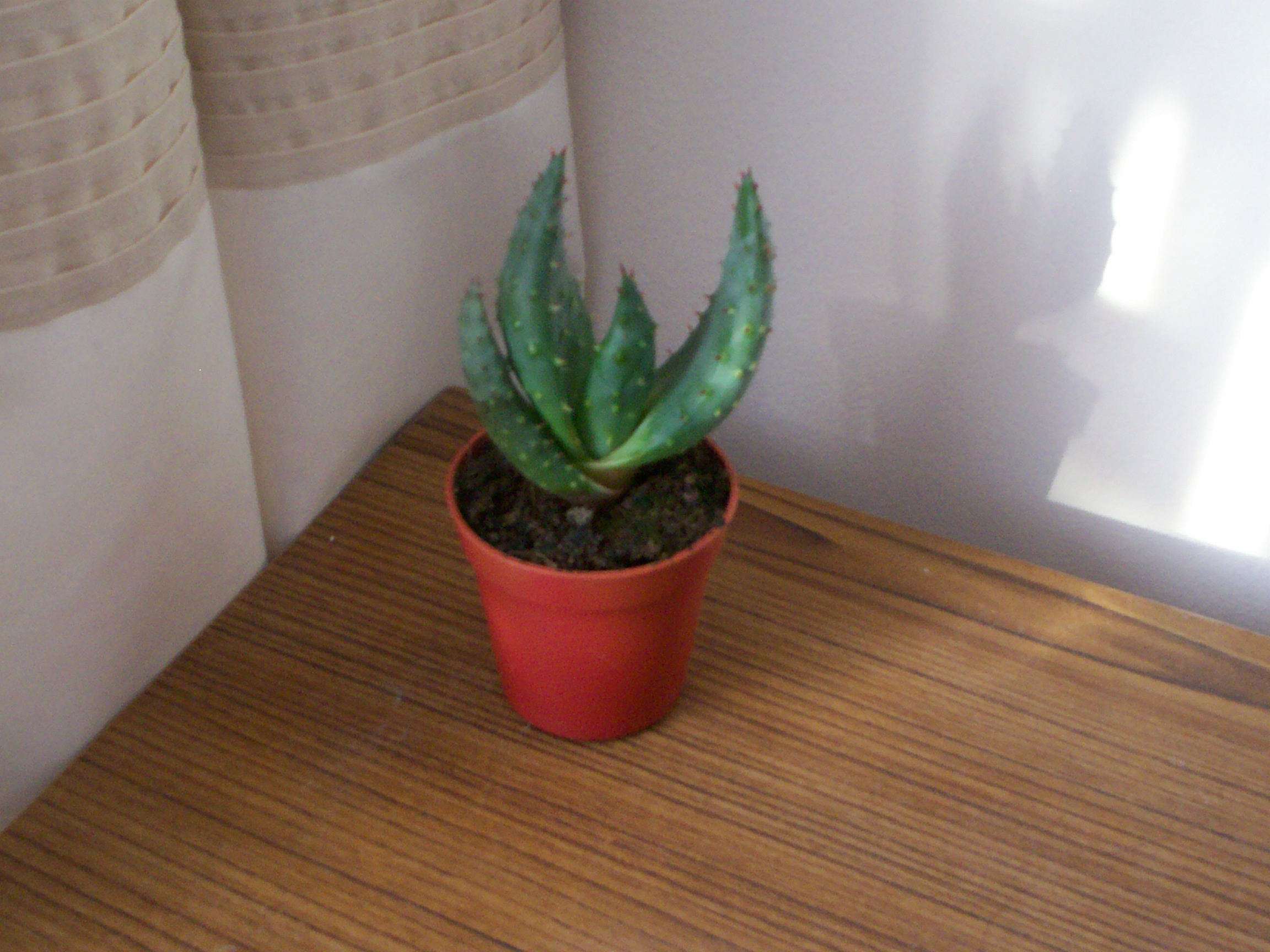